# Adrian Erlandsson
Adrian Erlandsson (født 27. oktober 1970) er en svensk trommeslager fra Göteborg. Han begyndte sin karriere i At the Gates og siden på The Haunteds selvbetitlede debutalbum. Erlandsson spillede frem til november 2006 i Cradle of Filth. Han spiller nu i bandet Nemhain med sin hustru Morrigan Hel. Han er også begyndt at spille med Paradise Lost samt Netherbird. Hans bror Daniel Erlandsson spiller trommer i bandet Arch Enemy. 
Adrian Erlandsson spillede også i Skitsystem 1994 – 1997. Et samarbejde med Deathstars førte til at Erlandsson spiller trommer i en version af titelsangen på albummet Night Electric Night, udgivet 2009. Sangen er et bonusspor på den begrænsede udgave, "Gold Edition", af albummet.